# Tournedos-sur-Seine
Tournedos-sur-Seine – miejscowość i dawna gmina we Francji, w regionie Normandia, w departamencie Eure. W 2013 roku populacja ówczesnej gminy wynosiła 109 mieszkańców. Przez miejscowość przepływa Sekwana. 
W dniu 1 stycznia 2018 roku z połączenia dwóch ówczesnych gmin – Porte-Joie oraz Tournedos-sur-Seine – utworzono nową gminę Porte-de-Seine. Siedzibą gminy została miejscowość Porte-Joie.